# Kiana Ledé
Kiana Ledé est une auteure-compositrice-interprète et actrice américaine née le 3 avril 1997 à Phoenix dans l'Arizona.
Après quatre extended plays publiés entre 2015 et 2019, elle sort son premier album studio Kiki en 2020. Elle a aussi eu des rôles principaux dans les séries télévisées Scream et All About the Washingtons (en).

## Biographie
Kiana Ledé signe un contrat avec le label RCA Records en 2011 après avoir remporté un concours organisé par Kidz Bop (en). La chanteuse se sépare de son label trois ans plus tard.
Elle rejoint le casting de la série télévisée Scream en incarnant Zoe Vaughn, l'un des personnages principaux de la deuxième saison qui est diffusée en 2016. Parallèlement, elle poste des reprises de chansons sur le web. Sa reprise du titre Hotline Bling de Drake attire l'attention de Monte Lipman (en), le directeur général de Republic Records. Après avoir signé avec ce label, elle sort l'EP Selfless en juillet 2018. Il contient la chanson Ex qui atteint la neuvième place du Hot R&B Songs (en).
Elle incarne Veronica, l'un des personnages principaux de la sitcom All About the Washingtons (en) sortie sur Netflix en août 2018. Deux mois plus tard, la plateforme annonce l'arrêt de la série. En juin 2019, elle sort l'EP Myself. Il est constitué de six titres, dont Bouncin' qu'elle interprète avec le rappeur Offset.
Son premier album studio Kiki, constitué de 17 morceaux, sort le 3 avril 2020.
Le 16 juin 2023, Kiana sort l'album Grudges ("rancœurs" en anglais) à la suite d'une rupture l'ayant profondément affectée.
Kiana est aussi dans l'activisme, et n'hésite pas à soutenir les droits des femmes, la communauté LGBTQ+, condamner le racisme. Et dernièrement Kiana s'est montré ouverte à soutenir la cause Palestinienne et le peuple de Gaza depuis les attaques du 7 Octobre, et condamne les bombardements Israéliens contre les civils en qualifiant cette tragédie de "génocide".

## Filmographie
Sauf indication contraire, les informations mentionnées dans cette section peuvent être confirmées par la base de données cinématographiques IMDb,  présente dans la section « Liens externes ».

### Cinéma
- 2006 : Deadlands: The Rising de Gary Ugarek : une évacuée / un zombie
- 2018 : Nouvelle Génération de Kevin R. Adams et Joe Ksander : Greenwood (voix originale)

### Télévision
- 2006 : Temporary Dreams (téléfilm)
- 2015-2016 : Betch : plusieurs personnages
- 2015 : Guidance (en) : Riley
- 2016 : Scream : Zoe Vaughn
- 2018 : All About the Washingtons (en) : Veronica Washington

## Discographie

### Album studio
- 2020 : Kiki
- 2023 :Grudges

### EPs
- 2015 : Soulfood Sessions
- 2016 : Christmas by Ledé
- 2018 : Selfless
- 2019 : Myself

## Distinctions

### MTV Awards

#### MTV Europe Music Awards
| Année     | Travail nommé | Catégorie                  | Résultat   | Réf.   |
| --------- | ------------- | -------------------------- | ---------- | ------ |
| 2019 (en) | Kiana Ledé    | Meilleur artiste Push (en) | Nomination | [ 10 ] |

#### MTV Video Music Awards
| Année | Travail nommé | Catégorie               | Résultat | Réf.   |
| ----- | ------------- | ----------------------- | -------- | ------ |
| 2020  | Kiana Ledé    | Meilleur nouvel artiste | Longlist | [ 11 ] |

### TV Guide Award
| Année | Travail nommé | Catégorie         | Résultat   | Réf.   |
| ----- | ------------- | ----------------- | ---------- | ------ |
| 2016  | Scream        | Meilleur ensemble | Nomination | [ 12 ] |